# Gegetuj
Gegetuj (ros. Гэгэтуй) – wieś (ułus) w Rosji, w Buriacji, w rejonie dżydińskim. W 2010 liczyła 1253 mieszkańców.